# Prezident Československa
Prezident Československa byl hlavou Československa v letech 1918–1939 a 1945–1992.

## Ústavní uspořádání
Po vzniku samostatné Československé republiky v roce 1918 byla přijata Prozatímní ústava, která stanovila, že prezidenta zvolí Revoluční národní shromáždění do doby, než bude schválena definitivní ústava. K tomu došlo v roce 1920. Dle Ústavní listiny Československé republiky, platné až do roku 1948, byl prezident volen parlamentem, délka funkčního období byla sedmiletá a nikdo nesměl být zvolen více než dvakrát za sebou (omezení dvou mandátů se nevztahovalo na Tomáše Garrigua Masaryka). Ústava Československé republiky z roku 1948 měla obdobný obsah s tím, že omezení dvou po sobě jdoucích mandátů se nevztahuje na Edvarda Beneše. V roce 1960 byla přijat nový ústavní zákon. Ústava Československé socialistické republiky zkrátila volební období na pět let, zároveň však už neomezovala počet po sobě jdoucích mandátů. Roku 1968 bylo množství ustanovení v ústavě, včetně článků o prezidentovi republiky, nahrazeno novým Ústavním zákonem o československé federaci, který v případě prezidenta přijal obdobu ústavy z roku 1960. Po sametové revoluci bylo v prosinci 1989 do zákona o federaci přidáno ustanovení, že v případě uvolnění úřadu prezidenta před skončením mandátu bude nově zvolený prezident ve funkci nejpozději do doby 40 dnů po ustavení parlamentu, který vzešel ze svobodných a demokratických voleb. V květnu 1990 přibylo ustanovení, že délka funkčního období prezidenta svoleného po parlamentních volbách 1990 bude 24 měsíců.

### Prezidentská volba
Volba probíhala v letech 1920–1946, 1968–1985 a 1990–1992 tajným hlasováním, v letech 1918, 1948–1964 a 1989 pak veřejným hlasováním, která v roce 1918 byla značně živelná (aklamace).
V letech 1920–1992 bylo zvykem, že nově zvolený prezident složil slib ještě na volební schůzi parlamentu, bezprostředně po vyhlášení výsledků.

## Galerie prezidentských standart

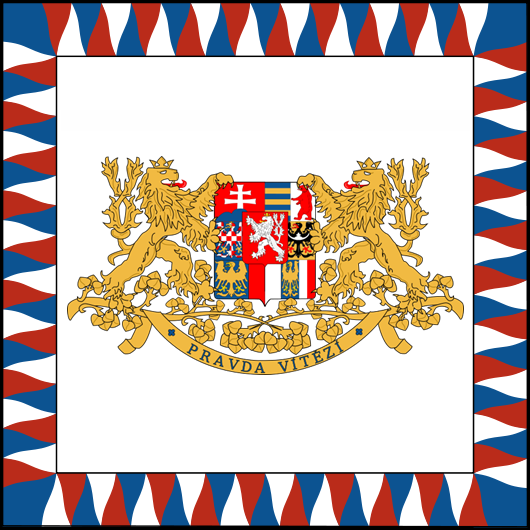
Standarta z let 1918–1939 a 1945–1960
Standarta z let 1960–1990
Standarta z let 1990–1992